# Pure Poverty
Pure Poverty – drugi album studyjny amerykańskiej grupy hip-hopowej Poor Righteous Teachers wydany 1 lipca 1991 roku nakładem wytwórni Profile Records. Wydawnictwo zostało w całości wyprodukowane przez Tony’ego D i zadebiutowało na 23. miejscu notowania Top R&B/Hip-Hop Albums i 155. miejscu listy Billboard 200.

## Lista utworów
| #  | Tytuł                        | Sample | Czas |
| -- | ---------------------------- | --- | ---- |
| 1  | „Shakiyla (JRH)”             | - Maynard Ferguson – „L Dopa” - Kid Dynamite – „Uphill Peace of Mind” - Michael Jackson oraz Paul McCartney – „The Girl Is Mine”                                                                        | 4:06 |
| 2  | „Easy Star”                  | - Iron Butterfly – „In-A-Gadda-Da-Vida” - Isaac Hayes – „Breakthrough” | 4:42 |
| 3  | „Self-Styled Wisdom”         | - War – „Slippin’ Into Darkness” | 3:47 |
| 4  | „Hot Damn I’m Great”         | - Run-D.M.C. – „Here We Go (Live at the Funhouse)” - Davy DMX – „One for the Treble (Fresh)” - Chill Rob G – „Let the Words Flow” - Ultramagnetic MC’s – „A Chorus Line”                                | 4:24 |
| 5  | „Strictly Mash’ion”          | - Bob Marley & The Wailers – „Them Belly Full (But We Hungry)” - Doug E. Fresh oraz Slick Rick – „La Di Da Di” - Aretha Franklin – „Dr. Feelgood” - Public Enemy – „Terminator X Speaks With His Hands” | 5:00 |
| 6  | „The Nation’s Anthem”        | | 3:45 |
| 7  | „Each One Teach One”         | - Bill Withers – „Kissing My Love” - T-Connection – „Monday Morning” - Sly and the Family Stone – „Remember Who You Are”                                                                                | 3:59 |
| 8  | „Rappin’ Black”              | - Bob McGrath, Jim Henson, Frank Oz – „People in Your Neighborhood” - Quincy Jones – „Ironside” - Kid Dynamite – „Uphill Peace of Mind”                                                                 | 4:05 |
| 9  | „Just Servin’ Justice”       | - Rose Royce – „Do Your Dance” | 4:54 |
| 10 | „Freedom Or Death”           | | 4:07 |
| 11 | „Methods Of Droppin’ Mental” | - Afrique – „House of Rising Funk” - The Soul Searchers – „Ashley’s Roachclip” | 3:47 |
| 12 | „Pure Poverty”               | - The Fatback Band – „Put Your Love (In My Tender Care)” - Stevie Wonder – „Sweet Little Girl” - Caron Wheeler – „Livin’ in the Light”                                                                  | 3:38 |
| 13 | „I’m Comin’ Again”           | | 1:12 |

## Notowania
| Rok  | Album        | Notowania | Notowania | Notowania |
| Rok  | Album        | USA 200   | Top R&B   |           |
| ---- | ------------ | --------- | --------- | --------- |
| 1991 | Pure Poverty | 155       | 23        |           |

| Rok  | Utwór            | Notowanie | Notowanie |
| Rok  | Utwór            | Hot R&B   | Hot Rap   |
| ---- | ---------------- | --------- | --------- |
| 1991 | „Shakiyla (JRH)” | 61        | 9         |
| 1992 | „Easy Star”      | –         | –         |